# Jiloan Hamad
Jiloan Hamad est un footballeur international suédois d'origine kurde du Kurdistan irakien, né le 6 novembre 1990 à Bakou en Azerbaïdjan. Il évolue comme milieu offensif, au Lee Man FC. Il possède la double nationalité, suédoise et irakienne.

## Biographie
Jiloan Hamad est né en Azerbaïdjan et est un descendant kurde. Sa famille est originaire de Ranya au Kurdistan irakien.

## Carrière

### Malmö FF
Jiloan Hamad arrive à Malmö de BK Forward en décembre 2007. Il fait ses débuts en championnat le 17 septembre 2008 lors de la défaite 4-0 contre IF Elfsborg. Alors qu'il ne joue qu'un match pour le club en 2008, il joue une vingtaine de matchs et marque deux buts en 2009. En 2010, il est en concurrence avec Jimmy Durmaz pour la place de milieu offensif gauche. Il dispute 27 matchs en commençant seulement 10, la majorité il les joue en tant que milieu offensif droit. Lors du dernier match de 2010, il marque le but de la victoire contre Mjällby AIF qui sécurise le titre, le jour après son anniversaire. 
En 2011, il commence la saison avec une blessure et manque le début de la saison. Il récupère et devient le choix naturel pour jouer au poste de milieu offensif droit après que son coéquipier Guillermo Molins a été vendu lors du mercato estival. Il participe aussi à la campagne qualificative de son club lors la Champions League et marque un but important contre Rangers. Il continue à jouer en Europe puisque son club est qualifié pour les phases de poules de la Ligue Europa malgré la défaite lors des barrages. Durant la saison, il signe un nouveau contrat qui se finit en 2013.
Durant la saison 2012, il joue tous les matchs de championnat de Malmö. Il marque 6 buts ce qui est son record depuis son arrivée au club. De plus, il reçoit le brassard de capitaine pour la majorité des matchs puisque l'ancien capitaine Daniel Andersson prend sa retraite et le nouveau capitaine Ulrich Vinzents reçoit un temps de jeu limité.
La saison 2013 était la première et la seule en tant que capitaine à temps plein pour le club. Au total, il joue 28 matchs et marque 8 buts en championnat. Il a aussi joué tous les matchs pour le club durant les qualifications pour la Ligue Europa et marque 2 buts. Certains de ses buts ont été décisifs. Le 14 avril 2013, il marque le seul but dans un match à domicile contre Kalmar FF. Une semaine plus tard, il a la même réussite lors d'un match contre AIK. Malmö remporte le titre. Son dernier match pour le club était la Supercoupe 2013 que Malmö a gagné contre IFK Göteborg. Pour ses performances lors de la saison 2013, il gagne le prix du milieu de terrain de l'année et est nommé pour le prix du joueur le plus précieux de l'année.

### TSG 1899 Hoffenheim
Le 30 octobre 2013, le club allemand de Hoffenheim confirme le transfert libre de Jiloan Hamad vers le club avec un contrat jusque 2017. Le transfert est actif le 1er janvier 2014 quand le mercato allemand est ouvert.

### Standard de Liège
Fin janvier 2015, il est prêté dans le club belge du Standard de Liège pour le reste de la saison 2014-2015.

## Sélection
- Suède : 5 sélections
- Première sélection le 19 janvier 2011 : Botswana - Suède (1-2)

En 2010, Jiloan Hamad est démarché par le sélectionneur de l'Azerbaïdjan, Berti Vogts. Il décline l'offre, préférant jouer pour la Suède.
En janvier 2011, il débute avec les nordiques en amical contre le Botswana.

## Palmarès
Malmö FF
- Champion de Suède (2) : 2010, 2013